# MUSASHI (プロレスラー)
MUSASHI（ムサシ、 1990年7月6日 - ）は、日本の男性プロレスラー。
本名、佐々木 大地（ささき だいち）、岩手県滝沢市出身。全日本プロレス所属。

## 経歴
2010年6月11日、みちのくプロレス後楽園ホール大会で本名の佐々木大地として伊東竜二、HIROKIとタッグを組んで対エル・サムライ&佐々木貴&房総ボーイ雷斗戦でデビュー（全員、岩手県出身者）。
2012年6月3日、ヒールユニット「BAD BOY」に加入。
2013年10月23日、BAD BOYを脱退。
2014年7月21日、郡司歩とタッグチーム「ニュー・フェイズ」を結成。
2015年3月14日、ザ・グレート・サスケ&バラモン・ケイ組に勝利して郡司と共に東北タッグ王座を獲得。12月10日、ニュー・フェイズを解散。
2018年3月、メキシコ武者修行に行く。以降、MUSASHIのリングネームで活動する。
2019年3月、日本に凱旋帰国。3月17日、BAD BOYに再加入。5月6日、剣舞に勝利して東北ジュニアヘビー級王座を獲得。
2020年1月、BAD BOYを再脱退。
2023年3月1日、『ジュニア夢の祭典 〜ALL STAR Jr. FESTIVAL 2023〜』において第3試合のがんばれ！大谷晋二郎10人タッグマッチに出場。10月、体調不良による欠場が続いていたリオ・ラッシュに代わるパートナーを探していたYOHに指名される形で新日本プロレス主催SUPER Jr. TAG LEAGUEに初出場。タッグチーム名は”武蔵小松”。結果は4勝5敗で優勝決定戦に出場できなかったが、この大会で優勝するCatch2/2（TJP&フランシスコ・アキラ組）に勝利を収めている。
2024年1月16日、2月末でのみちのくプロレスからの退団を発表。
同年6月24日、全日本プロレス後楽園ホール大会に参戦し、吉岡世起とのタッグ「むーちゃんせーちゃん」として佐藤光留＆田村男児組の持つアジアタッグ王座に挑戦し、奪取。同団体における初戴冠となった。同年7月20日の初防衛戦後、土井成樹の持つ世界ジュニアヘビー級王座への挑戦を表明、その際全日本プロレスへの所属を志願し、福田剛紀社長の快諾を得て正式に入団した。

## 得意技
エストレージャフトゥーロ
二天一流
ファルコンアロー
ジャーマンスープレックス
ノーザンライトスープレックス
エクスプロイダー
トゥルトーラ
トラースキック

## 入場曲
- I Fought The Law（ザ・クラッシュ）

## タイトル歴
全日本プロレス
- 世界ジュニアヘビー級王座 : 第70代[6]
- アジアタッグ王座 : 第124代（パートナーは吉岡世起）

みちのくプロレス
- 東北ジュニアヘビー級王座 : 第24代、第26代
- 東北タッグ王座 : 第22代（佐々木大地として、パートナーは郡司歩）、第33代（パートナーは橋本和樹）
- 大釜最強リーグ戦 : 2020年優勝
- 俺たちのふく面大釜リーグ戦 : 2021年優勝